# Poșta Română

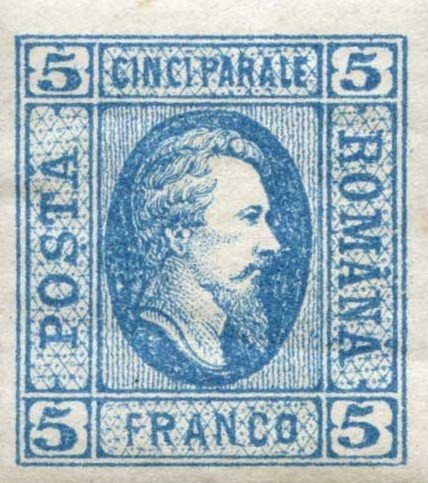
Un segell de Romania de 1865.

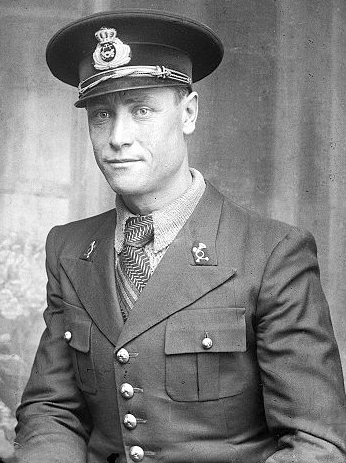
Secretari de correus amb uniforme cap al 1931-1941

CN Poșta Română SA és l'operador nacional en l'àmbit dels serveis postals a Romania. És l'únic proveïdor de servei universal en qualsevol punt del territori romanès.
Poșta Română actua al lliure mercat de serveis postals i de premsa de valor afegit, com a competidor, i realitza activitats col·laterals necessàries per realitzar en termes rendibles els principals objectius de l'activitat, és a dir, el comerç exterior, el subministrament, la investigació i el disseny tecnològic i de la informació, serveis mèdics, educació i serveis socioculturals, etc.

## Història
El lloc a les províncies romaneses es coneix des de l'edat mitjana. Es va crear a partir de la necessitat de difondre les ordres dels sobirans fins als límits del territori que posseïen. Els missatgers dels sobirans utilitzaven cavalls, que els habitants dels pobles i ciutats transitats els lliuraven a consciència.
El primer document que acreditava l'existència de serveis postals a les terres de parla romanesa va ser "La Carta" emesa pel sobirà Mircea el Vell, el 1399, a Giurgiu. Per això, les localitats havien de proporcionar als missatgers reials mitjans de transport, cavalls i carros de dues rodes, anomenats remunt.
Al principi, el lloc es basava principalment en el transport de viatgers i el correu oficial dels alts ancians i sobirans. Després del 1850, a les ciutats administratives, les estacions postals urbanes es van convertir en oficines de correus. En aquell moment, hi havia 30 rutes postals, amb estacions postals, que tenien Craiova com a centre conjunt. El 1852 es va organitzar el servei de correu per a particulars, sota la supervisió del Ministeri de Finances.
El 23 de juliol de 1862 es va emetre el Decret 527 relatiu a la unificació de les administracions postals de Moldàvia i Valàquia, a partir de l'1 d'agost de 1862. Després de la unificació, la direcció de la direcció general és confiada a Panait Sevescu, que des de desembre de 1860 també dirigia la sucursal de Muntenia.

## Relacions internacionals i de qualitat
Durant els anys, Poșta Română ha desenvolupat una política activa destinada a enfortir la cooperació i les associacions a diferents nivells.
El 2004, Romania va organitzar el 23è Congrés de la UPU, un esdeveniment que va establir la política i l'estratègia per a l'activitat postal internacional en un moment de ràpid canvi del negoci postal mundial.
Poșta Română és membre fundador de la Unió Postal Universal des de la seva fundació el 1874. El 2004, Poșta Română va ser l'amfitrió i l'organitzador del 23è Congrés Postal Universal de la UPU, que es va celebrar a Bucarest.
Entre 2004 i 2008, Romania va ocupar la presidència del Consell d'Administració de la UPU i va contribuir d'aquesta manera al procés de presa de decisions sobre el futur dels serveis postals.
Poșta Română també és membre fundador de PostEurop (The Association of the European Public Postal Operators) el 1993 i va participar activament en les seves activitats participant en diversos projectes europeus, contribuint a la tasca de diversos comitès i grups de treball de Posteurop i facilitant l'organització de dues assemblees plenàries PostEurop a Bucarest el 1996 i el 2004.